# Lago do Junco
Lago do Junco est une municipalité brésilienne située dans l'État du Maranhão.